# Circuito Rivadavia
Circuito Rivadavia es un ramal que pertenece al Ferrocarril General San Martín, Argentina. Tiene la particularidad de ser un circuito cerrado de estaciones. 
Desarrollo del Circuito Ferroviario de Rivadavia – 1908
A principios del siglo XX, la provincia de Mendoza experimentó un notable crecimiento en la producción agrícola y vitivinícola, lo que motivó la expansión de los circuitos ferroviarios con el fin de facilitar el transporte de mercancías desde las zonas rurales hacia los principales centros de distribución y comercialización.
En este contexto, en el año 1908 se inauguró el Circuito Ferroviario de Rivadavia, en un acto oficial que contó con la presencia del entonces gobernador Emilio Civit. Este ramal se desprendía de la vía principal del ferrocarril en Palmira, y se extendía a lo largo de 46 kilómetros, atravesando las localidades de Los Barriales, Rodríguez Peña, Medrano, Los Árboles, Andrade, Rivadavia, Santa María de Oro y Phillips, hasta reencontrarse con el carril principal en Alto Verde.
La vía madre del sistema continuaba desde Palmira, pasando por la estación General San Martín, ubicada en La Colonia del departamento de Junín, y cerraba el circuito también en Alto Verde. Esta estructura permitía un recorrido circular eficiente, articulando diversas zonas productivas del este mendocino.
La carga principal que se transportaba en este circuito consistía en alfalfa, trigo y productos de la industria vitivinícola, lo que da cuenta de la riqueza productiva de la región y de la importancia estratégica del ferrocarril para su desarrollo económico.
El viaje completo, con salida y regreso a la ciudad de Mendoza, insumía un tiempo estimado de 3 horas y 45 minutos. El servicio de pasajeros funcionó hasta el año 1945, mientras que el transporte de cargas se mantuvo activo hasta 1949, marcando el fin de una etapa significativa en la historia del transporte ferroviario de la zona.

## Ubicación
Se halla en la provincia de Mendoza en los departamentos San Martín, Junín y Rivadavia.

## Características
Es un ramal de la red del Ferrocarril General San Martín con una extensión de 68 km que parte y vuelve a la localidad de Palmira, pasando por las importantes ciudades de San Martín y Rivadavia.